# Granskningsavgift
En granskningsavgift är en avgift som vissa fackföreningar låter arbetsgivarna dra från de anställdas löner för att finansiera en facklig granskning av just lönerna. Avgiften brukar ligga på runt 1,5%. Fackföreningar som tar ut granskningsavgift är bland annat Elektrikerfacket och Byggnads. Det senare skapade kontrovers då man även tog ut avgift från icke anslutna byggnadsarbetare, vilket Europarådet ansåg vara brott mot föreningsfriheten och man har därför slutat med detta. Byggnads har emellertid bett Europarådet att ompröva sitt ställningstagande 

## Not
1. ↑  DN.se: Byggnads avtal brott mot mänskliga rättigheterna
2. ↑   070510 - Byggnads kräver omprövning av Europadom Arkiverad 26 september 2007 hämtat från the Wayback Machine.